# سليم خير
سليم خير: رئيس نادي شباب الأردن الأردني، عند استلامه إدارة النادي حصل النادي على بطولات عديدة منها :
- الدوري الأردني الممتاز عام 2005
- بطولة درع الاتحاد الأردني عام 2006
- كأس الأردن لكرة القدم مرة واحدة
- كأس الاتحاد الآسيوي مرة واحدة عام 2007

وتأسس نادي شباب الأردن عام 2002 وكان اسمه نادي القادسية الأردني .